# Gigantoraptor erlianensis
Gigantoraptor erlianensis  ("ladrón gigante de la cuenca de Erlian") es la única especie conocida del género extinto Gigantoraptor de dinosaurio terópodo cenagnátido, que vivió a finales del período Cretácico, hace aproximadamente entre 83 a 70 millones de años, durante el Campaniense, en lo que hoy es Asia.

## Descripción
Xu et al. estimó la longitud en 8 metros y el peso en 1400 kilogramos. En 2010, Gregory S. Paul incluso dio una estimación de dos toneladas. Era tres veces más largo que el más grande ovirraptosauriano conocido hasta ese momento, Citipati. Gigantoraptor presenta unas dimensiones, comparativamente, superiores a la de las demás especies de la familia Oviraptoridae. Al igual que sus parientes ovirraptóridos más pequeños, Gigantoraptor era bípedo, de cuello relativamente largo, fuertes garras, una cola reducida y una cabeza pequeña dotada de un pico.

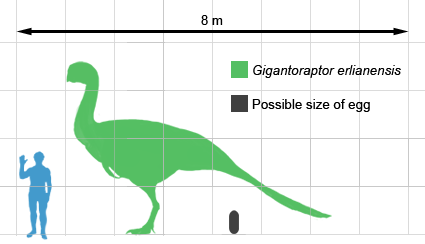
Gigantoraptor erlianensis comparado con un humano.

Las mandíbulas inferiores sin dientes de Gigantoraptor se funden en una amplia pala. Indican que el cráneo desconocido tenía más de medio metro de largo y también estaba desdentado, probablemente equipado con un pico córneo. Las vértebras de la cola delantera tienen espinas neurales muy largas y están muy neumatizadas con pleurocoelos profundos. La sección media de la cola relativamente corta está algo rígida por las prezigapófisis largas. Las vértebras de la cola posterior se aligeran con hueso esponjoso. La extremidad delantera es bastante larga debido a una mano esbelta y alargada. El húmero está arqueado hacia afuera en una extensión excepcionalmente grande y tiene una cabeza muy redondeada. El primer metacarpiano es muy corto y lleva un pulgar muy divergente. La extremidad posterior también es larga debido a una pierna más alargada. El fémur es relativamente delgado y corto, con una cabeza y un cuello distintos. El pie es robusto con garras grandes y fuertemente curvadas.
No se conservaron evidencias directas de plumas con el esqueleto, pero Xu et al., en 2007, discutieron su probable presencia en Gigantoraptor. Admitieron que a pesar de que Gigantoraptor es miembro de Oviraptorosauria, un grupo que incluye a las especies con plumas Caudipteryx y Protarchaeopteryx, podría haber estado "desnudo" porque es trescientas veces más masivo que estas especies, y los animales muy grandes pueden confiar más en su masa para la regulación de la temperatura, perdiendo las cubiertas aislantes encontradas en sus parientes más pequeños. Sin embargo, sugirieron que al menos las plumas del brazo probablemente todavía estaban presentes en Gigantoraptor, ya que sus funciones primarias, como la exhibición y cubrir los huevos mientras empollan, no están relacionadas con la regulación del calor corporal. El pariente más inequívoco encontrado hasta la fecha con plumas es pequeño, sin embargo, la evidencia sugiere que otros oviraptóridos grandes tales como Citipati, así como tericinosáuridos grandes como Beipiaosaurus, tenía casi connotaciones seguridad plumas también.

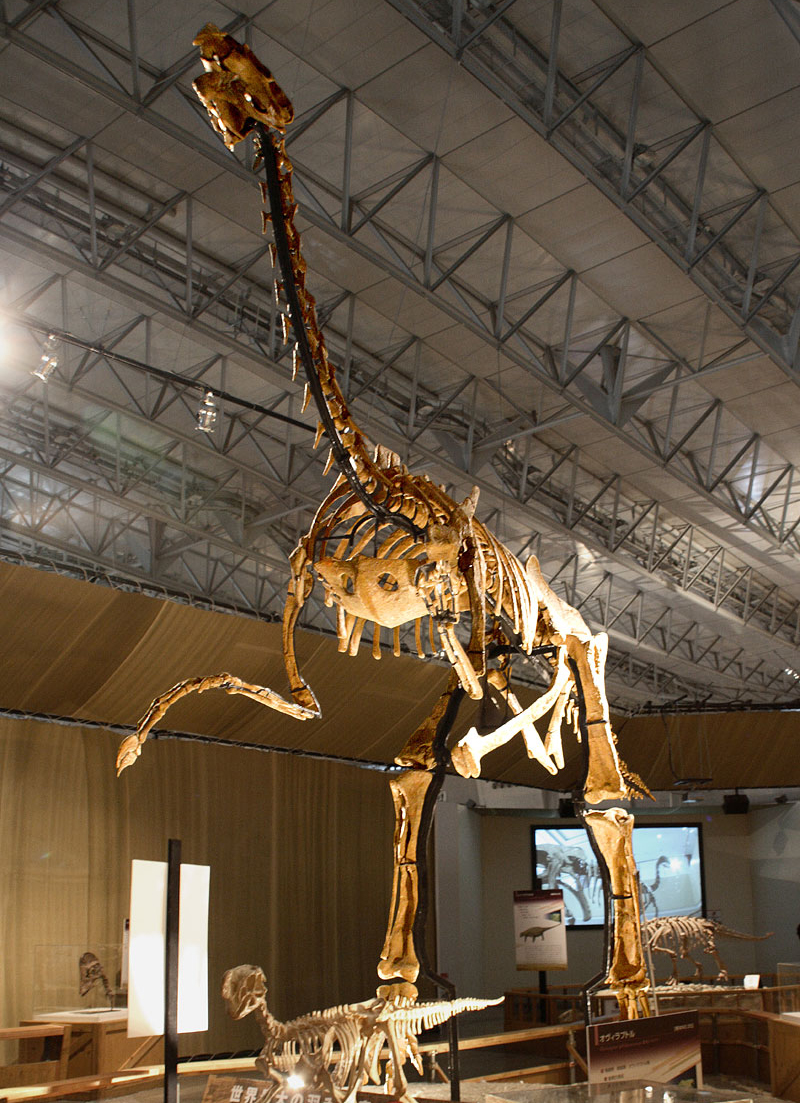
Esqueleto reconstruido de Gigantoraptor con Oviraptor, abajo, en Japón.

La dieta de este animal es un misterio. Aunque algunos oviraptorosaurianoss tales como Incisivosaurus  se creen sobre todo como herbívoro, Gigantoraptor tenía patas traseras con las proporciones que permitieron un movimiento rápido, era probablemente más ágil que el conocido Tyrannosaurus, y garras grandes, una combinación que no se encuentra generalmente en herbívoros de ese tamaño.

## Descubrimiento e investigación
Descubierto en 2005 en sedimentos del Lecho Erlian de la Formación Iren Dabasu, en la Mongolia Interior. Xu et al. encontraron que compartió a un antepasado común con que Oviraptor y perteneció a la misma familia, pero en la comparación, Gigantoraptor era mucho más grande, aproximadamente 35 veces más grande que su probable familiar cercano, Caudipteryx.

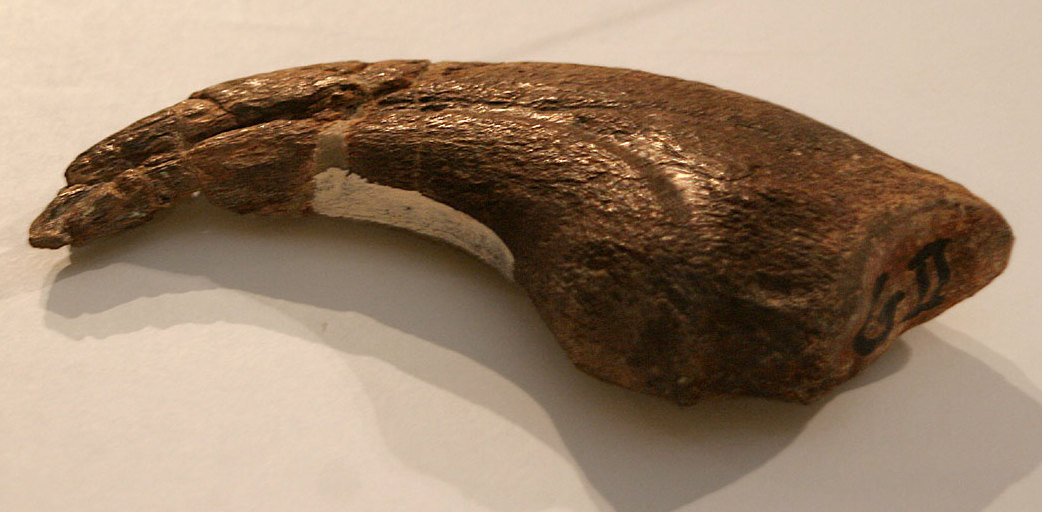
Garra.

El primer estudio de esta especie, publicado por la revista Nature, incluye un análisis osteológico que ha permitido estimar la edad de la muerte del ejemplar, once años y su velocidad de crecimiento, unos 130 kilogramos cada año aproximadamente. Se basa en el único espécimen conocido, LH V0011, que se encontró desarticulado e incompleto. Posiblemente el ejemplar no haya alcanzado la edad adulta. En una cantera en Saihangaobi, Sonid Left Banner, Mongolia Interior, China, se han descubierto numerosos restos del saurópodo Sonidosaurus desde 2001. Se solicitó al paleontólogo chino Xu Xing que recreara el descubrimiento de Sonidosaurus en abril de 2005 para un documental japonés. Xu indicó cavar un hueso del muslo. Mientras limpiaba el hueso, de repente se dio cuenta de que no era de un saurópodo, sino de un terópodo no identificado en la clase de tamaño de Albertosaurus. Luego detuvo la filmación para asegurar el hallazgo fortuito. De esta manera, el descubrimiento del holotipo de Gigantoraptor fue documentado en la película.
En 2007, la especie tipo, Gigantoraptor erlianensis fue nombrada y descrita por Xu, Tan Qingwei, Wang Jianmin, Zhao Xijin y Tan Lin . El nombre genérico se deriva del latín gigas, "gigante" y raptor, "rapaz". El nombre específico se refiere a la Cuenca de Erlian.
El único espécimen conocido, LH V0011, se descubrió en 2005 en la formación Iren Dabasu, en la cuenca de Erlian, en Mongolia Interior. La edad de la formación Iren Dabasu es controvertida, basado en ostrácodos, Godefroit sugirió la unidad era equivalente a la formación Nemegt, o alrededor de 70 millones de años, aunque algunos restos de vertebrados sugieren una mayor edad, en el Santoniano entre 84 y 86 millones de años. Consiste en los restos incompletos y disociados de un solo individuo subadulto, un esqueleto parcial que carece del cráneo pero que incluye la mandíbula inferior, una vértebra del cuello, la mayor parte de la espalda y la cola y la mayoría de los elementos de la extremidades anteriores y posteriores.

## Clasificación
En 2007, Xu et al. asignaron a Gigantoraptor Oviraptoridae, en una posición basal. La anatomía de Gigantoraptor incluye las características de diagnóstico de los ovirraptorosaurios. Sin embargo, también incluye varias características que se encuentran en dinosaurios eumaniraptoranos más derivados, como una proporción de extremidades delanteras/extremidades posteriores del 60%, una falta de expansión de la escápula distal y la falta de un cuarto trocánter en el fémur. A pesar de su tamaño, Gigantoraptor habría sido más parecido a un ave que sus parientes oviraptorosaurianos más pequeños.

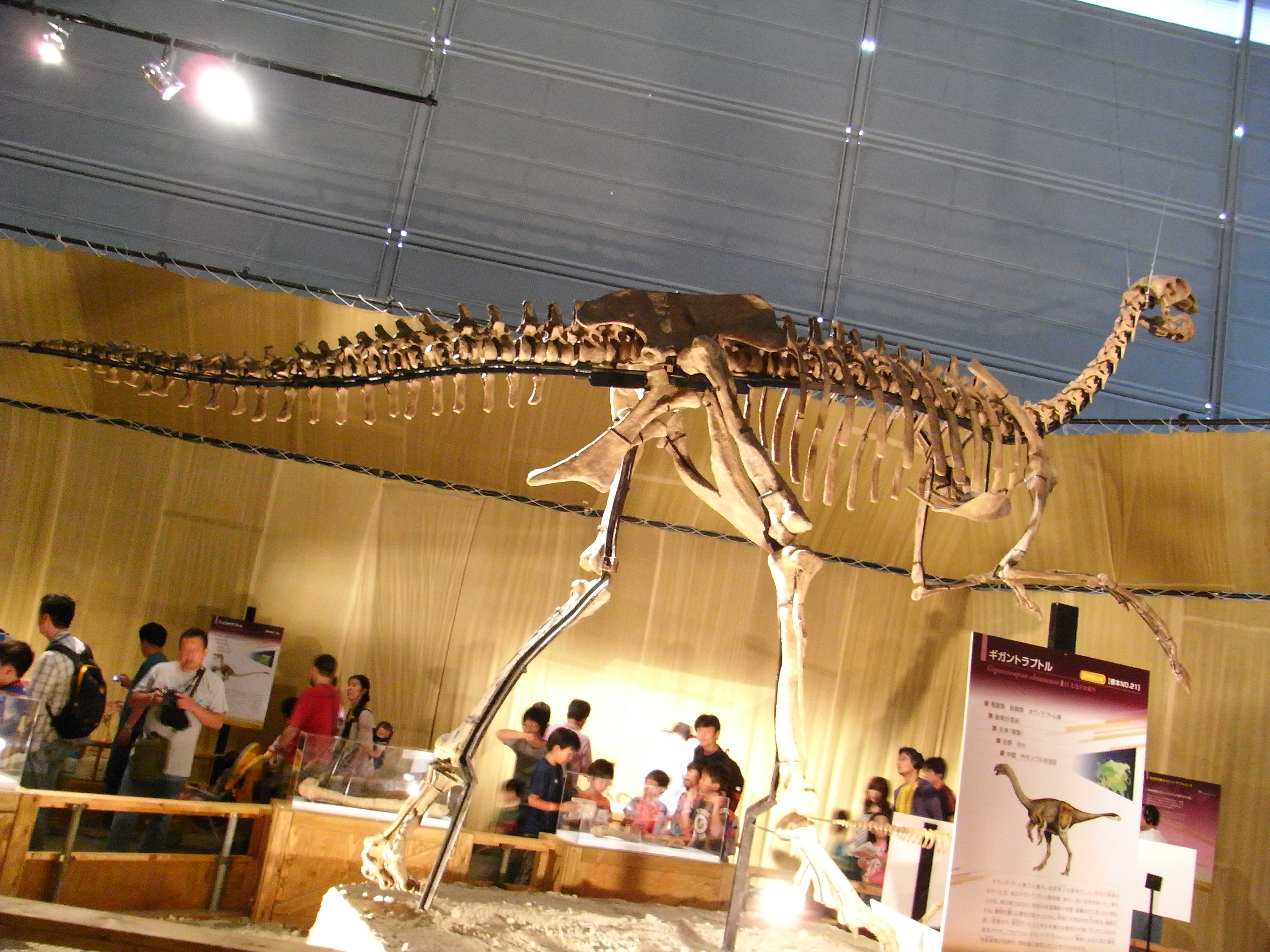
Vista trasera del esqueleto reconstruido.

En 2010, un segundo análisis de las relaciones de Gigantoraptor encontró que era un miembro de Caenagnathidae en lugar de un oviraptórido. El análisis filogenético realizado por Lamanna et al. en 2014, apoyaron que Gigantoraptor era un cenagnátido basal.

### Filogenia
El siguiente cladograma sigue un análisis de Longrich et al. en 2013, que encontró a Gigantoraptor como un cenagnátido.
|  | Chirostenotes pergracilis                                             |
|  |                                                                       |
|  | \| \| Caenagnathus collinsi \| \| \| \| \| \| Anzu wyliei \| \| \| \| |
|  |                                                                       |
|  | Caenagnathus collinsi                                                 |
|  |                                                                       |
|  | Anzu wyliei                                                           |
|  |                                                                       |

|  | Caenagnathus collinsi |
|  |                       |
|  | Anzu wyliei           |
|  |                       |

|  | Chirostenotes pergracilis                                             |
|  |                                                                       |
|  | \| \| Caenagnathus collinsi \| \| \| \| \| \| Anzu wyliei \| \| \| \| |
|  |                                                                       |
|  | Caenagnathus collinsi                                                 |
|  |                                                                       |
|  | Anzu wyliei                                                           |
|  |                                                                       |

|  | Caenagnathus collinsi |
|  |                       |
|  | Anzu wyliei           |
|  |                       |

|  | Chirostenotes pergracilis                                             |
|  |                                                                       |
|  | \| \| Caenagnathus collinsi \| \| \| \| \| \| Anzu wyliei \| \| \| \| |
|  |                                                                       |
|  | Caenagnathus collinsi                                                 |
|  |                                                                       |
|  | Anzu wyliei                                                           |
|  |                                                                       |

|  | Caenagnathus collinsi |
|  |                       |
|  | Anzu wyliei           |
|  |                       |

|  | Chirostenotes pergracilis                                             |
|  |                                                                       |
|  | \| \| Caenagnathus collinsi \| \| \| \| \| \| Anzu wyliei \| \| \| \| |
|  |                                                                       |
|  | Caenagnathus collinsi                                                 |
|  |                                                                       |
|  | Anzu wyliei                                                           |
|  |                                                                       |

|  | Caenagnathus collinsi |
|  |                       |
|  | Anzu wyliei           |
|  |                       |

|  | Chirostenotes pergracilis                                             |
|  |                                                                       |
|  | \| \| Caenagnathus collinsi \| \| \| \| \| \| Anzu wyliei \| \| \| \| |
|  |                                                                       |
|  | Caenagnathus collinsi                                                 |
|  |                                                                       |
|  | Anzu wyliei                                                           |
|  |                                                                       |

|  | Caenagnathus collinsi |
|  |                       |
|  | Anzu wyliei           |
|  |                       |

|  | Chirostenotes pergracilis                                             |
|  |                                                                       |
|  | \| \| Caenagnathus collinsi \| \| \| \| \| \| Anzu wyliei \| \| \| \| |
|  |                                                                       |
|  | Caenagnathus collinsi                                                 |
|  |                                                                       |
|  | Anzu wyliei                                                           |
|  |                                                                       |

|  | Caenagnathus collinsi |
|  |                       |
|  | Anzu wyliei           |
|  |                       |

|  | Chirostenotes pergracilis                                             |
|  |                                                                       |
|  | \| \| Caenagnathus collinsi \| \| \| \| \| \| Anzu wyliei \| \| \| \| |
|  |                                                                       |
|  | Caenagnathus collinsi                                                 |
|  |                                                                       |
|  | Anzu wyliei                                                           |
|  |                                                                       |

|  | Caenagnathus collinsi |
|  |                       |
|  | Anzu wyliei           |
|  |                       |

|  | Chirostenotes pergracilis                                             |
|  |                                                                       |
|  | \| \| Caenagnathus collinsi \| \| \| \| \| \| Anzu wyliei \| \| \| \| |
|  |                                                                       |
|  | Caenagnathus collinsi                                                 |
|  |                                                                       |
|  | Anzu wyliei                                                           |
|  |                                                                       |

|  | Caenagnathus collinsi |
|  |                       |
|  | Anzu wyliei           |
|  |                       |

|  | Chirostenotes pergracilis                                             |
|  |                                                                       |
|  | \| \| Caenagnathus collinsi \| \| \| \| \| \| Anzu wyliei \| \| \| \| |
|  |                                                                       |
|  | Caenagnathus collinsi                                                 |
|  |                                                                       |
|  | Anzu wyliei                                                           |
|  |                                                                       |

|  | Caenagnathus collinsi |
|  |                       |
|  | Anzu wyliei           |
|  |                       |

|  | Chirostenotes pergracilis                                             |
|  |                                                                       |
|  | \| \| Caenagnathus collinsi \| \| \| \| \| \| Anzu wyliei \| \| \| \| |
|  |                                                                       |
|  | Caenagnathus collinsi                                                 |
|  |                                                                       |
|  | Anzu wyliei                                                           |
|  |                                                                       |

|  | Caenagnathus collinsi |
|  |                       |
|  | Anzu wyliei           |
|  |                       |

|  | Chirostenotes pergracilis                                             |
|  |                                                                       |
|  | \| \| Caenagnathus collinsi \| \| \| \| \| \| Anzu wyliei \| \| \| \| |
|  |                                                                       |
|  | Caenagnathus collinsi                                                 |
|  |                                                                       |
|  | Anzu wyliei                                                           |
|  |                                                                       |

|  | Caenagnathus collinsi |
|  |                       |
|  | Anzu wyliei           |
|  |                       |

|  | Chirostenotes pergracilis                                             |
|  |                                                                       |
|  | \| \| Caenagnathus collinsi \| \| \| \| \| \| Anzu wyliei \| \| \| \| |
|  |                                                                       |
|  | Caenagnathus collinsi                                                 |
|  |                                                                       |
|  | Anzu wyliei                                                           |
|  |                                                                       |

|  | Caenagnathus collinsi |
|  |                       |
|  | Anzu wyliei           |
|  |                       |

|  | Chirostenotes pergracilis                                             |
|  |                                                                       |
|  | \| \| Caenagnathus collinsi \| \| \| \| \| \| Anzu wyliei \| \| \| \| |
|  |                                                                       |
|  | Caenagnathus collinsi                                                 |
|  |                                                                       |
|  | Anzu wyliei                                                           |
|  |                                                                       |

|  | Caenagnathus collinsi |
|  |                       |
|  | Anzu wyliei           |
|  |                       |

|  | Chirostenotes pergracilis                                             |
|  |                                                                       |
|  | \| \| Caenagnathus collinsi \| \| \| \| \| \| Anzu wyliei \| \| \| \| |
|  |                                                                       |
|  | Caenagnathus collinsi                                                 |
|  |                                                                       |
|  | Anzu wyliei                                                           |
|  |                                                                       |

|  | Caenagnathus collinsi |
|  |                       |
|  | Anzu wyliei           |
|  |                       |

|  | Chirostenotes pergracilis                                             |
|  |                                                                       |
|  | \| \| Caenagnathus collinsi \| \| \| \| \| \| Anzu wyliei \| \| \| \| |
|  |                                                                       |
|  | Caenagnathus collinsi                                                 |
|  |                                                                       |
|  | Anzu wyliei                                                           |
|  |                                                                       |

|  | Caenagnathus collinsi |
|  |                       |
|  | Anzu wyliei           |
|  |                       |

|  | Chirostenotes pergracilis                                             |
|  |                                                                       |
|  | \| \| Caenagnathus collinsi \| \| \| \| \| \| Anzu wyliei \| \| \| \| |
|  |                                                                       |
|  | Caenagnathus collinsi                                                 |
|  |                                                                       |
|  | Anzu wyliei                                                           |
|  |                                                                       |

|  | Caenagnathus collinsi |
|  |                       |
|  | Anzu wyliei           |
|  |                       |

## Paleobiología
La dieta de Gigantoraptor es incierta. Aunque se cree que algunos oviraptorosaurianos, como Caudipteryx e Incisivosaurus, fueron en su mayoría herbívoros, el Gigantoraptor tenía patas traseras largas con proporciones que permitían un movimiento rápido, probablemente era más ágil que el Tarbosaurus, más grande y menos ágil, y con garras grandes. Combinación que no suele encontrarse en herbívoros de este tamaño. Paul sugirió que Gigantoraptor también era un herbívoro y usó su velocidad para escapar de los depredadores. La mandíbula conservada para Gigantoraptor también indica que el terópodo tenía una mordida de cizallamiento, posiblemente para cortar plantas o potencialmente carne. Esto es comparable a otros cenagnátidos y en contraste con las mandíbulas de oviraptóridos, cuyas mandíbulas parecen más adecuadas para triturar alimentos.
La muestra tiene osificación avanzada y anillos de crecimiento en el peroné que indican que probablemente tenía 11 años de edad cuando murió. Parece haber alcanzado una etapa temprana de adulto joven a los 7 años, y probablemente habría crecido mucho más cuando alcanzó la etapa de adulto. Esto indica una tasa de crecimiento que es más rápida que en la mayoría de los terópodos no aviares grandes.
La existencia de oviraptorosaurianos gigantes, como Gigantoraptor, explica varios hallazgos anteriores de huevos muy grandes, de hasta 53 centímetros de largo, asignados a la ooespecie Macroelongatoolithus carlylensis. Estos fueron colocados en enormes anillos con un diámetro de tres metros. La presencia de Macroelongatoolithus en América del Norte indica que también estaban presentes oviraptorosaurianos gigantes, aunque no se han encontrado restos esqueléticos fósiles.